# Кварацхелія Хвіча Бадрійович
Хвіча Бадрійович Кварацхелія (груз. ხვიჩა კვარაცხელია; 12 лютого 2001, Тбілісі, Грузія) — грузинський футболіст, півзахисник Парі Сен-Жермен та збірної Грузії.

## Клубна кар'єра
Хвіча Кварацхелія народився у Тбілісі та є вихованцем столичного «Динамо», де починав грати ще у молодіжному складі. У першій команді дебютував восени 2017 року.
Навесні наступного року футболіст перейшов до «Руставі». Але за рік Кварацхелія на правах оренди відправився до московського «Локомотива». Вийшовши на поле у своїй перші грі у складі «залізничників» 10 березня 2019 року, Хвіча став першим гравцем 2001 року народження, який зіграв у матчах чемпіонату Росії.
Повернувшись після оренди до «Руставі» влітку 2019 року, Кварацхелія розірвав контракт із грузинським клубом.

### «Рубін» Казань
Майже одразу футболіст уклав п'ятирічну угоду з іншим клубом російської Прем'єр-ліги — «Рубіном» із Казані. За результатами сезону 2019/20 Кварацхелія був визнаний найкращим молодим футболістом у російській Прем'єр-лізі.
Влітку 2020 року керівництво казанського клубу відмовилося продати грузинського вінгера в турецький «Галатасарай» за 15 млн. євро.
На початку 2021 року L'Equipe опублікувала список 50 найкращих гравців, народжених у 21 столітті, у якому Хвіча є єдиним гравцем російської прем'єр-ліги.

### «Динамо» Батумі
7 березня 2022 року ФІФА оголосила, що через російське вторгнення в Україну іноземні гравці в Росії можуть в односторонньому порядку призупинити свої контракти до 30 червня 2022 року, і їм дозволено підписувати контракти з клубами за межами Росії до 30 червня 2022 року. 24 березня 2022 року казанський «Рубін» оголосив про розірвання контракту Кварацхелія. У той же день він приєднався до «Динамо» (Батумі). Кварацхелія взяв участь в 11 матчах чемпіонату, забивши вісім голів і віддавши дві гольові передачі. Ліга Еровнулі визнала його найкращим гравцем 2 туру сезону, який припав на період з квітня по липень.

### «Наполі»
Вийшов у стартовому складі в гостьовому матчі першого туру Серії А 2022—2023 проти «Верони» та відкрив лік забитим м'ячам «партенопейців» у сезоні, зрівнявши рахунок (1:1). Також в один дотик віддав результативну передачу на автора переможного гола Пйотра Зелінського.

### «Парі Сен-Жермен»
17 січня 2025 року клуб «Парі Сен-Жермен» оголосив про трансфер гравця.

## Кар'єра у збірній
Хвіча Кварацхелія грав за різні вікові збірні Грузії. Влітку 2019 року у матчі відбору до Євро-2020 проти команди Гібралтару футболіст дебютував у національній збірній Грузії.
Свій перший гол у складі збірної забив 14 жовтня 2020 року у ворота команди Північної Македонії.

## Статистика виступів

### Статистика клубних виступів
Станом на 15 серпня 2022
| Сезон             | Команда              | Чемпіонат         | Чемпіонат | Чемпіонат | Національний кубок | Національний кубок | Національний кубок | Континентальні кубки | Континентальні кубки | Континентальні кубки | Інші змагання | Інші змагання | Інші змагання | Усього | Усього |
| Сезон             | Команда              | Ліга              | Ігор      | Голів     | Ліга               | Ігор               | Голів              | Ліга                 | Ігор                 | Голів                | Ліга          | Ігор          | Голів         | Ігор   | Голів  |
| ----------------- | -------------------- | ----------------- | --------- | --------- | ------------------ | ------------------ | ------------------ | -------------------- | -------------------- | -------------------- | ------------- | ------------- | ------------- | ------ | ------ |
| 2017              | «Динамо» (Тбілісі)   | ЕЛ                | 4         | 1         | КГ                 | 1                  | 0                  | -                    | -                    | -                    | -             | -             | -             | 5      | 1      |
| 2018              | «Руставі»            | ЕЛ                | 18        | 3         | КГ                 | 0                  | 0                  | -                    | -                    | -                    | -             | -             | -             | 18     | 3      |
| січ.-черв. 2019   | «Локомотив» (Москва) | ПЛ                | 7         | 1         | КР                 | 3                  | 0                  | -                    | -                    | -                    | -             | -             | -             | 10     | 1      |
| 2019–20           | «Рубін»              | ПЛ                | 27        | 3         | КР                 | 1                  | 0                  | -                    | -                    | -                    | -             | -             | -             | 28     | 3      |
| 2020–21           | «Рубін»              | ПЛ                | 23        | 4         | КР                 | 0                  | 0                  | -                    | -                    | -                    | -             | -             | -             | 23     | 4      |
| 2021-бер. 2022    | «Рубін»              | ПЛ                | 19        | 2         | КР                 | 1                  | 0                  | ЛК                   | 2                    | 0                    | -             | -             | -             | 22     | 2      |
| Усього за «Рубін» | Усього за «Рубін»    | Усього за «Рубін» | 69        | 9         |                    | 2                  | 0                  |                      | 2                    | 0                    |               | -             | -             | 73     | 9      |
| бер.-черв. 2022   | «Динамо» (Батумі)    | ЕЛ                | 11        | 8         | КГ                 | 0                  | 0                  | -                    | -                    | -                    | -             | -             | -             | 11     | 8      |
| 2022–23           | «Наполі»             | A                 | 1         | 1         | КІ                 | 0                  | 0                  | ЛЧ                   | 0                    | 0                    | -             | -             | -             | 1      | 1      |
| Усього за кар'єру | Усього за кар'єру    | Усього за кар'єру | 110       | 23        |                    | 6                  | 0                  |                      | 2                    | 0                    |               | -             | -             | 118    | 23     |

### Статистика виступів за збірну
Станом на 15 серпня 2022
| Дата       | Місто           | Господарі            | Результат | Гості              | Турнір                               | Голи | Примітки |
| ---------- | --------------- | -------------------- | --------- | ------------------ | ------------------------------------ | ---- | -------- |
| 7-6-2019   | Тбілісі         | Грузія               | 3 – 0     | Гібралтар          | Відбір до ЧЄ 2020                    | -    | 47'      |
| 5-9-2020   | Таллінн         | Естонія              | 0 – 1     | Грузія             | Ліга націй УЄФА 2020-2021 - 1-й етап | -    | 90'+2'   |
| 8-9-2020   | Тбілісі         | Грузія               | 1 – 1     | Північна Македонія | Ліга націй УЄФА 2020-2021 - 1-й етап | -    |          |
| 8-10-2020  | Тбілісі         | Грузія               | 1 – 0     | Білорусь           | Відбір до ЧЄ 2020                    | -    | 90'      |
| 14-10-2020 | Скоп'є          | Північна Македонія   | 1 – 1     | Грузія             | Ліга націй УЄФА 2020-2021 - 1-й етап | 1    | 71'      |
| 25-3-2021  | Стокгольм       | Швеція               | 1 – 0     | Грузія             | Відбір до ЧС 2022                    | -    | 46'      |
| 28-3-2021  | Тбілісі         | Грузія               | 1 – 2     | Іспанія            | Відбір до ЧС 2022                    | 1    | 79'      |
| 31-3-2021  | Історія Салонік | Греція               | 1 – 1     | Грузія             | Відбір до ЧС 2022                    | 1    |          |
| 9-10-2021  | Батумі          | Грузія               | 0 – 2     | Греція             | Відбір до ЧС 2022                    | -    |          |
| 12-10-2021 | Приштина        | Косово               | 1 – 2     | Грузія             | Відбір до ЧС 2022                    | -    | 72'      |
| 11-11-2021 | Батумі          | Грузія               | 2 – 0     | Швеція             | Відбір до ЧС 2022                    | 2    | 81'      |
| 15-11-2021 | Горі            | Грузія               | 1 – 0     | Узбекистан         | товариський матч                     | -    | 61'      |
| 25-3-2022  | Зениця          | Боснія і Герцеговина | 0 – 1     | Грузія             | товариський матч                     | -    | 75'      |
| 2-6-2022   | Тбілісі         | Грузія               | 4 – 0     | Гібралтар          | Ліга націй УЄФА 2022-2023 - 1-й етап | 1    | 63'      |
| 5-6-2022   | Разград         | Болгарія             | 2 – 5     | Грузія             | Ліга націй УЄФА 2022-2023 - 1-й етап | 1    | 67'      |
| 9-6-2022   | Скоп'є          | Північна Македонія   | 0 – 3     | Грузія             | Ліга націй УЄФА 2022-2023 - 1-й етап | 1    | 83'      |
| 12-6-2022  | Тбілісі         | Грузія               | 0 – 0     | Болгарія           | Ліга націй УЄФА 2022-2023 - 1-й етап | -    |          |
| Усього     |                 | Матчів               | 17        |                    | Голів                                | 8    |          |

## Особисте життя
Хвіча є сином Бадрі Кварацхелії — колишнього грузинського та азербайджанського футболіста, а нині тренера.

## Досягнення

### Клубні
Локомотив (М)
- Володар Кубка Росії 2018/19

Наполі
- Чемпіон Італії: 2022/23, 2024/25

ПСЖ
- Переможець Ліги чемпіонів УЄФА: 2024/25
- Чемпіон Франції: 2024/25
- Володар Кубка Франції: 2024/25
- Володар Суперкубка УЄФА (1): 2025

### Особисті
- Кращий молодий футболіст чемпіонату Росії 2019/20, 2020/21
- Футболіст року в Грузії: 2020, 2021, 2022, 2023